# Loren Arana Arellano
Loren Arana Arellano   (Trebujena, 1938 - Trebujena, 2002) va ser una dona transsexual i activista pels drets LGBT espanyola, que va viure de la prostitució a Madrid i es va donar a conèixer per protagonitzar el documental de 1983 Vestida de azul.

## Vida i carrera
Loren Arana va néixer el 1938, en el si d'una família de vuit germans. Va créixer i va viure durant la seva joventut en el municipi de Trebujena, a Cadis. Posteriorment, va realitzar el servei militar, i més tard, va adoptar el nom de Loren.
Més endavant, va treballar a casa d'uns marquesos com a personal de servei domèstic.
El 1983 va protagonitzar el documental d'Antonio Giménez-Rico Vestida de azul, pioner en la representació de la realitat de les dones trans a Espanya.
Va sofrir un vessament cerebral, segons va comptar la seva companya i amiga Juani Ruiz.
En algun moment de la seva vida va ser empresonada en Carabanchel per la Llei sobre perillositat i rehabilitació social, i després de complir la seva condemna, el 1996 es va mudar des de Madrid fins al seu poble natal, on va passar la resta de la seva vida fins a la seva mort en 2002 en una residència.
L'Ajuntament de Trebujena va col·locar una placa a la casa en la qual va residir.

## Homenatges
El 25 de febrer de 2019 l'escriptora i activista LGBT Valeria Vegas va publicar l'assaig Vestidas de azul, centrada a investigar les vides de les sis integrants del documental original, entre elles Loren, que havien desaparegut per complet de l'ull públic després de la seva estrena.
Aquest mateix any, durant el mes de juny, la setmana de l'Orgull LGBT va estar dedicada a la memòria de Loren. L'escriptora Valeria Vegas va realitzar una presentació de la seva obra Vestidas de azul, centrada en les vides de Loren i la resta de protagonistes del documental. El 28 de juny es va realitzar una projecció d'aquest documental i, finalment, el dia 29 es va inaugurar una placa en homenatge a Loren, que es troba des de llavors situada al carrer Don Amparo Salazar, on ella mateixa va néixer.
El novembre de 2023 Atresmedia va estrenar la sèrie Vestidas de azul, centrada una vegada més en les protagonistes del documental. Nacha va ser interpretada per l'actriu Bimba Farelo durant la seva etapa en el servei militar obligatori, i per Rossa Ceballos en la seva etapa adulta.